# Jules de Vries

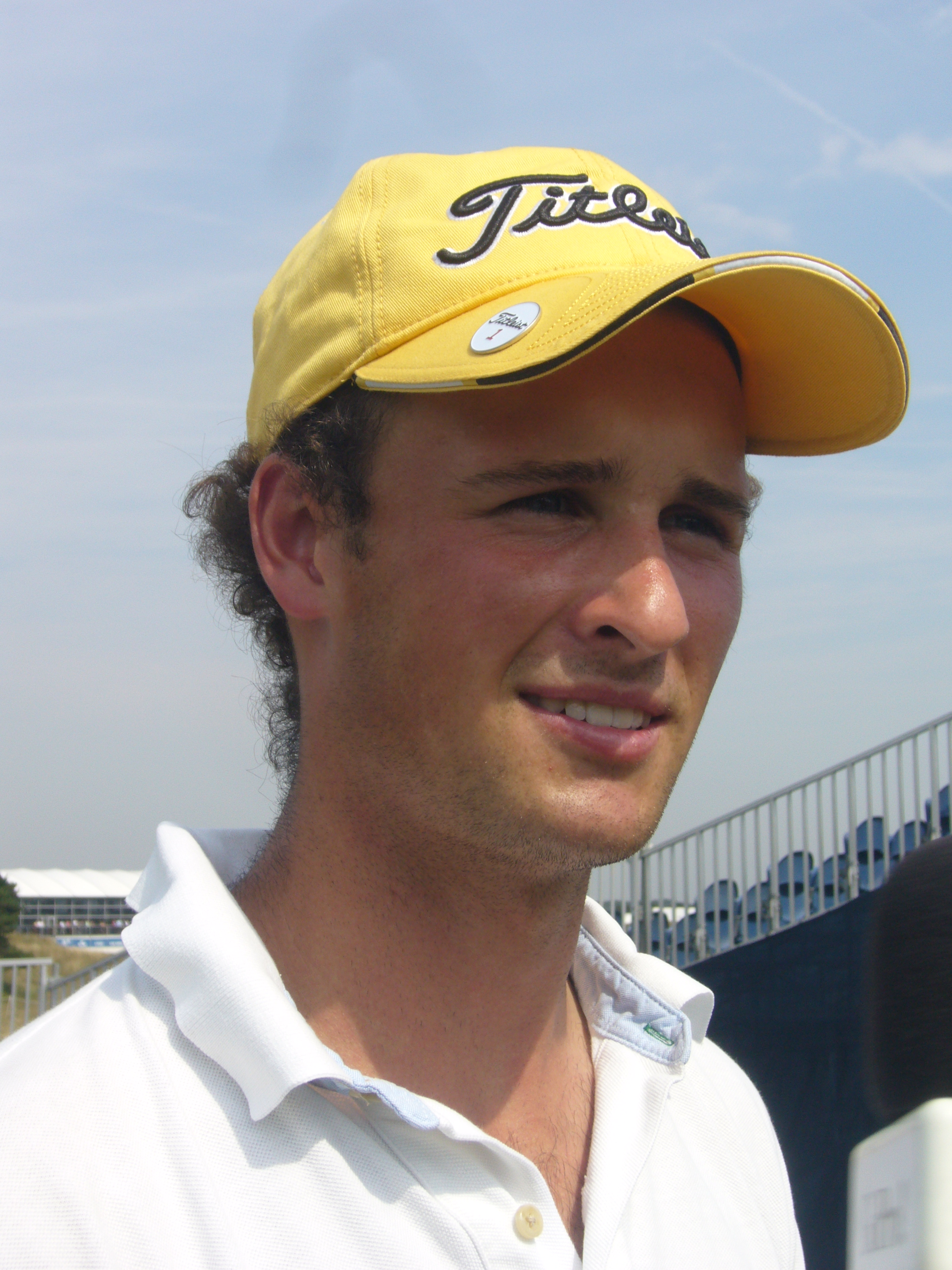
KLM Open 2009

Jules de Vries (Amsterdam, 10 november 1989) is een Nederlandse golfer.
Jules is de broer van Chrisje de Vries en speelt ook op Golfclub Houtrak, waar hij als 16-jarige zijn eerste clubkampioenschap wint en met zijn team in 2007 landskampioen wordt.
In 2009 wordt hij 3de bij de NGF Voorjaarswedstrijd (-1 totaal). Bij de NGF Zomerwedstrijd op de Goyer Golf & Country Club staat hij de eerste twee rondes aan de leiding met 70-69 (-5) maar verliest in de play-off van Daan Huizing.
Jules speelt samen met vier andere Nederlandse amateurs mee op het KLM Open op de Kennemer Golf & Country Club in augustus 2009. Hij heeft handicap +0,8.
Met Golfclub Houtrak wint Jules zowel in 2011 als in 2012 de nationale competitie. In 2013 zijn ze verliezend finalist.

## Individuele prijzen
- 2004: Mexx Jeugd Open
- 2005: Clubkampioen Matchplay Heren
- 2006: Clubkampioen Strokeplay Jeugd
- 2007: Clubkampioen Matchplay Jeugd
- 2008: Clubkampioen Strokeplay Jeugd
- 2009: Van Lanschot Jeugdtour met een score van 67